# Europarlamentari della Svezia della V legislatura
Gli europarlamentari della Svezia della V legislatura, eletti in occasione delle elezioni europee del 1999, furono i seguenti.

## Composizione storica
| Europarlamentare         | Lista                         | Gruppo    |
| ------------------------ | ----------------------------- | --------- |
| Jan Andersson            | Socialdemocratici             | PSE       |
| Per-Arne Arvidsson       | Partito Moderato              | PPE-DE    |
| Staffan Burenstam Linder | Partito Moderato              | PPE-DE    |
| Gunilla Carlsson         | Partito Moderato              | PPE-DE    |
| Charlotte Cederschiöld   | Partito Moderato              | PPE-DE    |
| Marianne Eriksson        | Partito della Sinistra        | GUE/NGL   |
| Göran Färm               | Socialdemocratici             | PSE       |
| Per Gahrton              | Partito Ambientalista i Verdi | Verdi/ALE |
| Ewa Hedkvist Petersen    | Socialdemocratici             | PSE       |
| Anneli Hulthén           | Socialdemocratici             | PSE       |
| Cecilia Malmström        | Partito Popolare Liberale     | ELDR      |
| Karl Erik Olsson         | Partito di Centro             | ELDR      |
| Marit Paulsen            | Partito Popolare Liberale     | ELDR      |
| Lennart Sacrédeus        | Democratici Cristiani         | PPE-DE    |
| Herman Schmid            | Partito della Sinistra        | GUE/NGL   |
| Olle Schmidt             | Partito Popolare Liberale     | ELDR      |
| Inger Schörling          | Partito Ambientalista i Verdi | Verdi/ALE |
| Pierre Schori            | Socialdemocratici             | PSE       |
| Jonas Sjöstedt           | Partito della Sinistra        | GUE/NGL   |
| Per Stenmarck            | Partito Moderato              | PPE-DE    |
| Maj Britt Theorin        | Socialdemocratici             | PSE       |
| Anders Wijkman           | Democratici Cristiani         | PPE-DE    |

## Modifiche intervenute

### Socialdemocratici
- In data 01.08.2000 a Pierre Schori subentra Hans Karlsson.
- In data 01.02.2003 a Anneli Hulthén subentra Yvonne Sandberg-Fries.

### Partito Moderato
- In data 16.04.2000 a Staffan Burenstam Linder subentra Lisbeth Grönfeldt Bergman.
- In data 23.10.2002 a Gunilla Carlsson subentra Peder Wachtmeister.